# حيرام جونسون
كان حيرام وارين جونسون (بالإنجليزية: Hiram Johnson) (2 سبتمبر 1866 – 6 أغسطس 1945) محاميًا وسياسيًا أمريكيًا من ولاية كاليفورنيا حقق شهرة كبيرة على مستوى الولايات المتحدة الأمريكية في أوائل القرن العشرين. شغل جونسون منصب الحاكم الثالث والعشرين لولاية كاليفورنيا من عام 1911 حتى عام 1917، ومثل ولاية كاليفورنيا في مجلس الشيوخ الأمريكي لخمس فترات، من عام 1917، حتى وفاته في عام 1945.
خلال فترة حكمه لولاية كاليفورنيا، كان جونسون تقدميًا أمريكيًا رائدًا وترشح لمنصب نائب الرئيس على حساب منافسه التقدمي، ثيودور روزفلت، في الانتخابات الرئاسية لعام 1912، وخلال فترة شغله لمنصب عضو في مجلس الشيوخ، أصبح جونسون أحد أبرز الليبراليين الانعزاليين، وكان من بين «الناقضين» الذين عارضوا معاهدة فيرساي ورفضوا عصبة الأمم. في وقت لاحق من حياته، أصبح جونسون معارضًا صريحًا لميثاق الأمم المتحدة.
بعد فترة من عمله خبير اختزال ومراسل، شرع جونسون بالعمل في مجال القانون. بدأ عمله في مسقط رأسه بمدينة ساكرامنتو بولاية كاليفورنيا الأمريكية، لكن ما لبث أن انتقل إلى مدينة سان فرانسيسكو حيث عمل مساعدًا للمدعي العام. اكتسب جونسون شهرة واسعة على مستوى الولاية بسبب متابعته لقضايا الفساد العام، وفاز في انتخابات حاكم ولاية كاليفورنيا في عام 1910 بدعم من رابطة لينكولن روزفلت. أجرى جونسون العديد من الإصلاحات التقدمية، وأنشأ لجنة للسكك الحديدية ووضع العديد من ممارسات الديموقراطية المباشرة، كسلطة استدعاء مسؤولي الدولة، موضع التنفيذ. بعد انضمامه إلى روزفلت وعدد من التقدميين الآخرين، فاز جونسون بترشيح الحزب التقدمي لمنصب نائب رئيس الولايات المتحدة عام 1912، وتمكنت لائحة مرشحي الحزب من احتلال المرتبة الثانية على المستوى الوطني في التصويت الشعبي والانتخابي، في واحدة من أفضل أداءات أي حزب ثالث (عدا الحزبين الجمهوري والديموقراطي) في تاريخ الولايات المتحدة.
فاز جونسون في انتخابات مجلس الشيوخ لعام 1916، وأصبح زعيمًا للجمهوريين التقدميين في المجلس. ترك جونسون بصمة واضحة في مجلس الشيوخ كونه من أول الأشخاص الذين نادوا بالانعزالية تحت قبة المجلس، فعارض مشاركة الولايات المتحدة بالحرب العالمية الاولى، وعارض مشاركتها بعصبة الأمم. بعد الحرب العالمية الأولى، ساعد جونسون في سَن قانون الهجرة لعام 1924 الذي فرض قيودًا شديدة على الهجرة من دول شرق آسيا وأوروبا الجنوبية وأوروبا الشرقية من خلال اعتماد سياسة الكوتا العرقية. سعى جونسون للترشح لمقعد الرئاسة الأمريكية عن الحزب الجمهوري في عامي 1920 و 1924 دون أن يُكتب له النجاح. دعم جونسون المرشح الديموقراطي فرانكلين دي روزفلت في الانتخابات الرئاسية لعام 1932، كما دعم في بادئ الأمر العديد من برامج الصفقة الجديدة التي أطلقها روزقلت، إلا أن مشاعر الاحترام التي يكنها جونسون لروزفلت سرعان ما تحولت لمشاعر عداء مع إعادة انتخاب الأخير لرئاسة الولايات المتحدة في عام 1936. ظل جونسون في مجلس الشيوخ الأمريكي حتى وفاته في عام 1945.

## أولى سنوات حياته
وُلد حيرام جونسون في مدينة ساكرامنتو بولاية كاليفورنيا الأمريكية في 2 سبتمبر من عام 1866. كان والده، جروف لورانس جونسون، نائبًا جمهوريًا في مجلس النواب الأمريكي وعضوًا في الهيئة التشريعية لولاية كاليفورنيا، لكن ما لبثت أن انهارت حياته المهنية بعد اتهامه بتزوير الانتخابات وبتحصيل الأموال بطرق الكسب غير المشروع. أما والدته، آني دي مونتفريدي، فتعود أصولها لعائلة من أعضاء كنيسة فرنسا الإصلاحية البروتسنتانية (الهوغونوتيون) الذين هاجروا إلى الولايات المتحدة الأمريكية بنهاية القرن السابع عشر بعد تعرضهم للاضطهاد الديني نتيجة إصدار مرسوم فونتينبلو. كانت آني عضوًا في منظمة بنات الثورة الأمريكية، لانحدارها من سلالة كل من بيير فان كورتلاند، وفيليب فان كورتلاند. كان لجونسون أخ واحد وثلاث أخوات.

## التعليم
تعلم في جامعة كاليفورنيا، بركلي.

## روابط خارجية
- حيرام جونسون على موقع الموسوعة البريطانية (الإنجليزية)
- حيرام جونسون على موقع إن إن دي بي (الإنجليزية)